# Número EINECS
O número EINECS (do inglês European Inventory of Existing Chemical Substances - Inventário Europeu das Substâncias Químicas Existentes) é um número de registro dado a cada substância química disponível comercialmente na União Europeia entre 1 de janeiro de 1971 e 18 de setembro de 1981. O inventário foi criado pela Directiva 67/548/CEE relativa à rotulagem das substâncias perigosas: os números Einecs devem constar do rótulo e na embalagem dessas substâncias.
A partir de 19 de setembro de 1981, o inventário foi substituído pela Lista Europeia das Substâncias Químicas Notificadas (ELINCS). Todas as "novas" substâncias trazidas para o mercado europeu são atribuídos um número ELINCS após a sua notificação ao Gabinete Europeu de Produtos Químicos. O número ELINCS também é obrigatório nos rótulos e embalagens.
A expressão Número EC é hoje preferida aos termos número "EINECS / ELINCS / PNL", mas não deve ser confundida com classificação númerica para enzimas Número EC

## Formato
Um número EINECS é um sistema de sete dígitos numéricos na forma 2xx-XXX-X ou 3XX-XXX-X, com início em 200-001-8.
Um número ELINCS é um sistema de sete dígitos numéricos na forma 4xx-XXX-X, com início em 400-010-9.
Um número PNL é um sistema de sete dígitos numéricos na forma 5xx-XXX-X, com início em 500-001-0.
Os números CE / EINECS / ELINCS podem ser escritos em uma forma geral como:
```
  NNN-NNN-R
  123-456-0
```

Em que R representa o dígito verificador e N representa um número fundamental sequencial. O dígito verificador é calculado com base na seguinte fórmula:
```
  1N + 2N + 3N + 4N + 5N + 6N R
  --------------------------- = Q + --
                11                  11
```

Em que Q representa um inteiro que é descartado.